# Vladimír Opěla
Vladimír Opěla (* 16. března 1938) je český chemik a filmový archivář, bývalý ředitel Národního filmového archivu.

## Život
Vladimír Opěla vystudoval obor fyzika a chemie na Přírodovědecké fakultě Univerzity J. E. Purkyně v Brně (nově Masarykova univerzita) a studoval také dějiny umění na brněnské Filozofické fakultě. Již během studií se začal zajímat o filmové umění a o tehdy vznikající filmové kluby. V roce 1963, po základní vojenské službě, nastoupil jako učitel na Střední všeobecně vzdělávací školu ve Strakonicích, kde také založil a provozoval filmový klub.

## Kariéra
Od září 1965 začal pracovat ve filmovém archivu Československého filmového ústavu (ČSFÚ), kde na popud ředitele Stanislava Zvoníčka a následně ředitele Československého filmu Aloise Poledňáka založil technické oddělení. V průběhu celé své kariéry se zasloužil o shromažďování sbírek filmů i dalších materiálů, v 90. letech NFA dosáhl počtu 30 tisích filmových kopií a stal se jedním z největších archivů na světě. Opěla se také staral o zlepšení podmínek archivace filmových kopií a jejich evidence. V letech 1987–1997 byl členem katalogizační komise Mezinárodní federace filmových archivů (FIAF).
Po roce 1989 proběhly organizační změny, Opěla byl jmenován vedoucím Československého filmového ústavu a v roce 1992 byl ministrem kultury jmenován jeho ředitelem. Navrhl změnit název instituce na Národní filmový archiv (NFA), a jeho ředitelem byl téměř dvacet let (1992–2011). Od roku 2011 v něm působí nadále jako kurátor sbírek, od roku 2024 externě. Je nositelem medaile Za zásluhy o české archivnictví a Ceny Jeana Mitryho.

### Odvolání
Ministr kultury Jiří Besser odvolal 11. listopadu 2011 Vladimíra Opělu z funkce pro údajná manažerská pochybení. Proti tomuto kroku protestovaly desítky mezinárodních filmových autorit.